# Rubeus Hagrid
Giáo sư Rubeus Hagrid là một nhân vật hư cấu trong bộ truyện Harry Potter của nữ nhà văn Anh Quốc J. K. Rowling. Ông xuất hiện lần đầu tiên trong Harry Potter và hòn đá phù thủy, từng giữ cương vị là giáo sư môn Chăm sóc Sinh vật Huyền bí của Trường Phù thủy và Pháp sư Hogwarts.
Trong Harry Potter và hòn đá phù thủy, Hagrid được đề cập là cao gấp đôi một người bình thường (khoảng 3,5 m hay 11,5 ft.) và gần gấp ba lần bề ngang. Nhưng trong phim, chiều cao của ông được đề cập là 8,6 ft. (khoảng 2,6 m). Ông rất yêu động vật và sinh vật huyền bí, đặc biệt là những vật không bình thường và nguy hiểm. Bà Rowling nói rằng Hagrid không thích các sinh vật huyền bí hiền vì ông nghĩ chúng không cho ông nhiều thử thách, mặc dù ông đã có một con chó nhút nhát tên là Fang.
Ông là một trong những nhân vật đầu tiên mang ngụ ý rằng những suy nghĩ về phù thủy thuần chủng hay máu lai là một quan niệm lạc hậu. Hagrid được biết đến với một giọng nói đặc trưng của miền Tây nước Anh.
Trong phim, Hagrid được đóng bởi một diễn viên người Scotland tên Robbie Coltrane. Chính tác giả Rowling đã nói rằng khi bà viết tập đầu tiên của bộ sách, bà đã hình dung ra Coltrane trong vai Hagrid. Cái tên Rubeus trong tiếng Latin mang hai nghĩa. Nghĩa thứ nhất đó là "red" (đỏ) và nghĩa thứ hai là "of the bramble" (của/đến từ bụi cây rậm rạp). Cả hai từ này đều nói lên chính xác tướng mạo của Hagrid. Về cái họ Hagrid, theo tác giả Rowling cho biết trong một cuộc phỏng vấn trên tờ The Boston Globe, đến từ một từ tiếng Anh cổ, hagridden, nghĩa là "một buổi tối ác mộng", đặc biệt các ác mộng sau say rượu; Hagrid là một người uống nhiều rượu. Trong cuốn tiểu thuyết The Mayor of Casterbridge (Người thị trưởng của Casterbridge) của tác giả Thomas Hardy, từ hagridden được hiểu như một tiếng lóng của vùng Wessex; cũng giống như Dumbledore, một từ địa phương của từ bumblebee (con ong). Hagrid là người đầu tiên của trường Hogwarts được cử đi gặp Harry trước khi cậu được nhận vào trường.

## Chức vụ
Người giữ khóa của trường Hogwart đồng thời là giáo viên bộ môn "Chăm sóc sinh vật huyền bí"

## Hagrid trong bộ truyện Harry Potter
Hagrid là một học sinh của Trường Phù thủy và Pháp sư Hogwarts, cùng thời với Tom Marvolo Riddle. Niên khóa đầu tiên là năm 1940-1941. Rowling đã phát biểu trong một cuộc phỏng vấn rằng Hagrid là một học sinh của nhà Gryffindor. Ông bị đuổi học vào năm thứ ba sau khi bị bắt quả tang đang giữ một con Acromantula (một giống nhện khổng lồ). Tội này thật sự nghiêm trọng khi mà nó làm tăng thêm lòng tin của mọi người rằng đó chính là "con quỷ của nhà Slytherin". Họ tin rằng chính Hagrid là người đã phóng thích nó từ Phòng chứa Bí mật, và dù vô tình hay cố ý, họ cho rằng ông đã cho phép nó tấn công và làm hóa đá (một trường hợp đã bị giết) các học sinh. Những nghi ngờ sai lầm này được chủ trương khuyến khích bởi Tom Riddle (sau này là Chúa tể Voldemort) - thủ phạm thực sự của những sự kiện trên, người đã dùng con Tử xà (Basilisk - một con rắn khổng lồ) để tấn công các học sinh và là người đã kêu Hagrid tránh xa căn phòng bị đóng cửa.

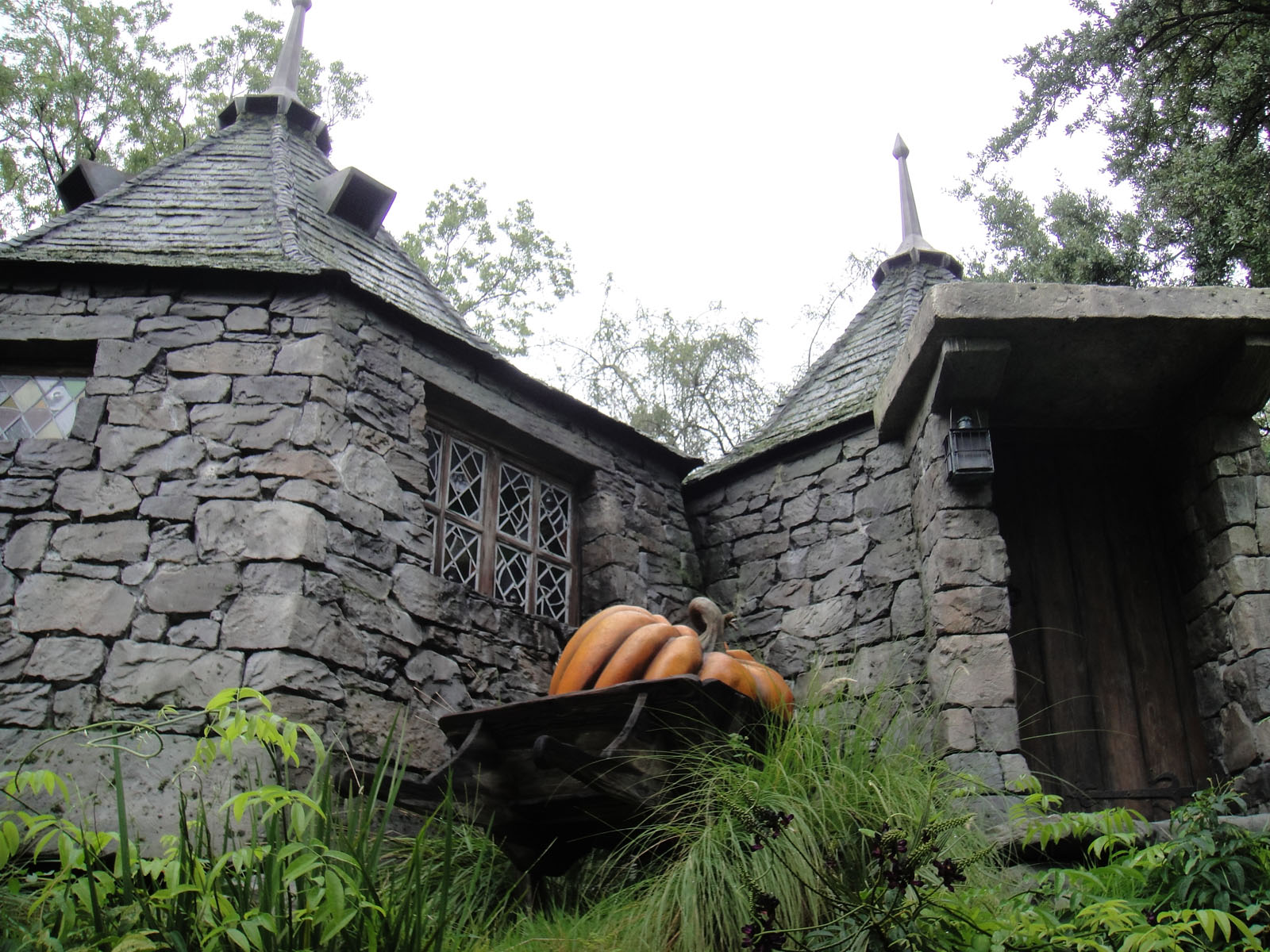

Không chỉ bị đuổi học, Bộ Pháp thuật còn bẻ gãy cây đũa thần làm bằng gỗ sồi của Hagrid và cấm ông sử dụng pháp thuật. Tuy nhiên, bị thuyết phục bởi giáo sư Dumbledore (lúc bấy giờ đang dạy môn Biến hình), hiệu trưởng trường Hogwarts là Armando Dippet đã đồng ý để cho Hagrid làm một người giữ rừng của trường, cho phép ông ở lại Hogwarts. 
Sự say mê của Hagrid dành cho những sinh vật huyền bí nguy hiểm được nằm ở trung tâm của tập truyện Harry Potter và hòn đá phù thủy: một người đội mũ trùm đầu (Giáo sư Quirinus Quirrell cải trang) đã đưa cho Hagrid một quả trứng rồng để dụ ông khai ra những đặc điểm về Fluffy, một con chó ba đầu mà Hagrid đã cho cụ Dumbledore mượn để canh giữ Hòn đá phù thủy. Hagrid đã vô tình tiết lộ với Harry Potter, Ron Weasley và Hermione Granger cách để vượt qua Fluffy, cho phép Harry và các bạn của mình đuổi theo Quirrell. Khi quả trứng rồng nở, Harry và các bạn cũng đã giúp Hagrid đưa chú rồng con Norbert đến nơi ở hoang dã của loài rồng ở România, nơi anh trai của Ron, Charlie Weasley, làm việc.
Trong suốt bộ truyện, Hagrid là một người bạn của Harry, Ron và Hermione. Họ thường xuyên khám phá ra nhiều điều về cụ Dumbledore khi nói chuyện với Hagrid vì ông có thói quen tiết lộ nhiều thông tin mà họ cần. tuy vậy, cụ Dumbledore nói rằng cụ vẫn luôn tin tưởng Hagrid suốt đời và cụ vẫn thường xuyên nhờ Hagrid canh giữ những công việc bí mật và hệ trọng. Trong Harry Potter và hòn đá phù thủy, Hagrid được cụ Dumbledore giao cho nhiệm vụ đưa Harry (lúc này còn là một đứa bé) đến cho gia đình Dursley. Nhiều năm sau, ông còn được giao nhiệm vụ mang Hòn đá phù thủy từ Gringotts đến Hogwarts. Trong Harry Potter và hội Phượng hoàng, ông được cử đi thuyết phục những người khổng lồ giúp cụ Dumbledore chống lại Voldemort. Trong Harry Potter và hoàng tử lai, Hagrid đã kể cho Harry nghe về cuộc nói chuyện giữa Severus Snape và Dumbledore mà ông nghe được. Theo đó, Snape đã miễn cưỡng chấp nhận một số nhiệm vụ khó khăn mà Dumbledore giao cho.
Hagrid có tình cảm với Olympe Maxime - một phù thủy khổng lồ và là hiệu trưởng của trường pháp thuật Beauxbatons của Pháp; nhưng nó thật khó bộc lộ hoàn toàn nếu nó chỉ dừng lại ở sự lãng mạn. Họ cùng vượt Châu Âu với một mệnh lệnh được giao phó: tìm những người khổng lồ và thuyết phục họ trở thành đồng minh của cụ Dumbledore. Tuy nhiên, thật không may, sự chia rẽ hình thành do sự bực tức của Maxime đối với Grawp, người em cùng mẹ khác cha của Hagrid, người mà Hagrid đã tìm và cố thử dẫn về cùng. Tuy nhiên, bà xuất hiện trở lại trong đám tang của cụ Dumbledore và nói mơ hồ rằng, trong một chừng mực nào đó, giữa họ vẫn còn một mối liên hệ.
Hagrid ít khi bị tổn thương bởi những câu thần chú xúi quẩy hơn những người bình thường. Trong Harry Potter và hội Phượng hoàng, khi Dolores Umbridge và những pháp sư khác đến để giải ông ra khỏi trường Hogwarts, ông đã chống lại họ. Họ cố ếm bùa chú và làm ông choáng váng, nhưng những câu thần chú chỉ bật ra khỏi người của Hagrid bởi vì dòng máu của người khổng lồ trong ông đã giúp ông chống chọi lại ma thuật.

## Hagrid và Harry
Trong Harry Potter và hòn đá phù thủy, Albus Dumbledore giao cho Hagrid nhiệm vụ giải thoát Harry, đưa cậu ra khỏi nhà sau khi cha mẹ cậu bé bị Voldermort giết hại. Hagrid có nhiệm vụ trông chừng Harry, giúp cậu chuẩn bị những thứ cần thiết cho mình ở thế giới pháp thuật.
Kể từ khi đưa Harrry vào thế giới pháp thuật, Hagrid đã trở thành một trong những người bạn thân thiết nhất của Harry. Hagrid luôn luôn trông chừng Harry, ông phần nào trở thành một người bảo vệ cho Harry, xem cậu như một người bạn mồ côi. Với Harry, Hagrid đã trở thành một trong những người quan trọng nhất trong cuộc đời cậu.

## Grawp

Grawp

Grawp là một người khổng lồ, em cùng mẹ khác cha của Hagrid. Trong phim, Grawp được xây dựng dựa trên kỹ thuật đồ họa máy tính. Grawp được lồng tiếng bởi diễn viên Tony Maudsley.
Trong phần mở đầu của Harry Potter và hội Phượng hoàng, Hagrid đã mang Grawp từ ngọn núi nơi hắn đang sống về giấu ở khu Rừng Cấm bên ngoài trường Hogwarts.
Grawp và Hagrid được sinh cùng một mẹ. Cha của Hagrid là một người bình thường trong khi đó, cha của Grawp là một người khổng lồ.
Grawp cao khoảng 16 feet (4,9 mét), tuy nhiên Hagrid vẫn khẳng định rằng Grawp khá nhỏ con so với những người khổng lồ khác. Những khớp đốt ngón tay của Grawp có kích thước của một trái banh cricket (chu vi khoảng 225 mm). Grawp thường xuyên bị bắt nạt bởi những người khổng lồ khác, đây chính là lý do Hagrid quyết định đưa ông về khu Rừng Cấm. To lớn nhưng kém thông minh, Grawp chỉ có thể nói được một vài từ tiếng Anh, cách cư xử của Grawp có phần man rợ và không thể dự báo trước. Ban đầu, Grawp tỏ ra khá thờ ơ với những nỗ lực của Hagrid, cố khai hóa cuộc sống của hắn. Hắn thích dùng phần lớn thời gian của mình để uốn cong những cái cây và để chúng bật ra thật mạnh. Lần đầu xuất hiện, Grawp có vẻ bị thu hút bởi màu hồng. Hắn bị cuốn hút bởi chiếc áo màu hồng của Hermione.
Xuất hiện lần đầu tiên trong Hội Phượng hoàng, Grawp được chăm sóc bởi Hagrid, ông đã giữ chặt Grawp giữa những rừng cây của khu Rừng Cấm. Tuy nhiên sau khi Hagrid rời khỏi trường Hogwarts để tiếp tục nhiệm vụ của mình ở Hội Phượng hoàng, ông đã giao Grawp cho Harry, Hermione và Ron chăm sóc. Nhiều điều ngạc nhiên đã đến với Harry và các bạn, trong khi họ đang chiến đấu với đám nhân mã trong khu Rừng Cấm, Grawp đã vô tình làm lạc sự chú ý của bầy nhân mã đối với Harry và Hermione. Lúc này, Grawp đang rất lo lắng và đau khổ vì hắn không thể tìm được anh Hagrid của mình, người mà Grawp kêu là "Hagger". Ngoài ra, Grawp còn có thể gọi tên của Hermione, người mà hắn gọi là "Hermy".
Trong Harry Potter và Hoàng tử lai, Grawp được đưa đến một ngọn núi, nơi mà Grawp có thể có những tiến bộ tốt hơn. Grawp cũng đã có mặt tại đám tang của cụ Dumbledore cùng với Hagrid, đã phần nào văn minh, lịch sự và yên tĩnh hơn trước, ăn mặc cũng văn minh hơn. Grawp cũng đã bắt đầu hiểu được, cảm nhận được các biểu hiện tình cảm, (ít nhất là ở một phạm vi nào đó) khi vỗ nhẹ vào đầu của Hagrid để an ủi ông.
Trong Harry Potter và bảo bối tử thần Grawp là người khổng lồ duy nhất chống lại bọn Tử thần Thực tử trong trận đánh ở Hogwarts. Hành động này chứng minh một cách chắc chắn rằng Grawp muốn bảo vệ Hagrid vì Grawp luôn gọi tên Hagrid trong khi chiến đấu với bọn Tử thần Thực tử.

## Vật nuôi yêu thích của Hagrid
Hagrid luôn giữ cho mình những vật nuôi khác nhau bao gồm những loài vật mà thế giới phù thủy cho là không thể thuần hóa được. Chúng luôn có vấn đề và thường xuyên gây ra những rắc rối.

### Aragog

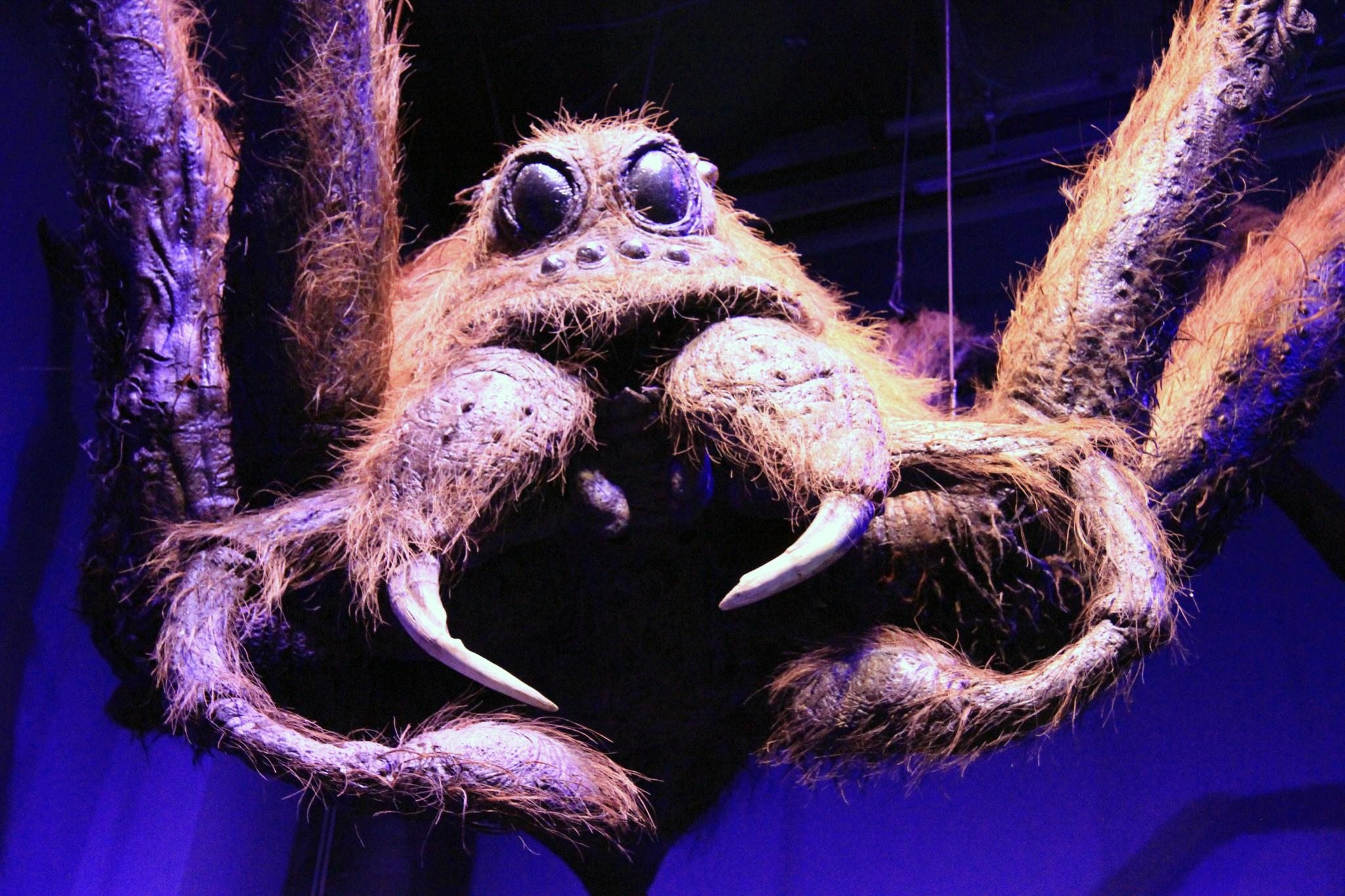

Aragog (1940 - 20/4/1997) là một giống nhện gọi là Acromantula - một loài nhện khổng lồ, có tri giác, nói tiếng nhện tạo thành những âm thanh lách cách đặc biệt khi đang tìm mồi. Hagrid nuôi nó từ khi nó mới còn là một quả trứng khi ông còn là học sinh của Hogwarts và giấu nó trong tủ chén. Việc con nhện bị phát hiện là một phần nguyên nhân dẫn đến việc Hagrid bị đuổi học. Hagrid bị Tom Riddle bắt gặp khi đang nói chuyện với con nhện trong một cái hầm. Riddle sau đó nói rằng sinh vật đó chính là con quái vật của Slytherin, suy ra rằng Hagrid là người đã mở phòng chứa bí mật và giải thoát cho nó. Sự thật, con quái vật là Tử xà Basilisk được giải thoát bởi Tom Riddle, người thừa kế thật sự của Salazar Slytherin.
Sau khi Hagrid bị đuổi, Aragog sống trong Rừng Cấm. Hagrid đã từng tìm cho nó một con nhện cái, Mosag, đã cùng với Aragog sinh ra nhiều con cháu và trở thành tổ tiên của một đàn nhện Acromantulas. Aragog vẫn còn nhớ ơn Hagrid và không cho phép con cháu của nó tấn công Hagrid khi ông đến thăm, nhưng điều này không mở rộng với bất cứ ai nữa (như Harry, Ron và chó Fang nhận ra trong tập Harry Potter và phòng chứa bí mật). Hagrid đã nói với họ đơn giản là "hãy đi theo những con nhện". Làm như ông ấy mong muốn, họ tìm được Aragog và con cái của nó, những sinh vật muốn ăn thịt họ. Họ chỉ được cứu trong phút cuối bởi chiếc xe bay của Ron mà đã bị mất tích trong rừng vài tháng trước. Aragog sống trong rừng cho đến cuối đời, trở nên ốm yếu, bị mù và chết trong tập Harry Potter và hoàng tử lai. Hagrid đã tìm và mang xác của Aragog về từ khu rừng, vì sợ rằng con cháu của nó sẽ ăn mất xác. Trong suốt tang lễ của Aragog, giáo sư Horace Slughorn đã xin Hagrid thứ nọc độc quý giá của nó.
Sau đó, trong Harry Potter và bảo bối tử thần, con cháu của Aragog trở về trong trận chiến ở Hogwarts, được đưa từ Rừng Cấm, và chúng bắt đầu tấn công bừa bãi vào những Tử Thần Thực Tử và những cư dân của Hogwarts. Hagrid đã tự đẩy mình và những cư dân ở Hogwarts vào nguy hiểm khi ông cố gắng bảo vệ con cháu của Aragog khỏi bị nguy hiểm, sự thật, ông đã bị chúng bắt và đem đến cho Voldemort.
Aragog được lồng tiếng bởi Julian Glover trong bộ phim phỏng theo tập truyện Harry Potter và Phòng chứa bí mật

### Rồng Norbert
Đây là con rồng được nở ra từ một quả trứng mà Hagrid đã thắng được từ một người lạ mặt đội mũ trùm đầu, sau này mới khám phá ra là Giáo sư Quirrell. Hagrid đã ấp nở con rồng này. Norbert đã trở nên nguy hiểm và to lớn hơn trong vài tuần sau đó, vì vậy Harry Potter, Hermione Granger, Ron Weasley cuối cùng đã thuyết phục được Hagrid mang con rồng này đến cho anh của Ron, Charlie, người đang học về rồng ở Romania. Nó đã cắn vào tay Ron, khiến vết thương sưng to và làm độc. Harry và Hermione đã giấu Norbert trong một cái thúng dưới áo khoác tàng hình của Harry. Chính vì điều này mà 3 đứa (cả Neville Longbottom) đã bị cấm túc là phải vào Rừng Cấm cùng với Draco Malfoy khi bị phát hiện sau khi vừa chuyển lậu con rồng đi (thực ra giáo sư Minerva McGonagall nghĩ rằng mấy đứa trốn ngủ). Trong phần 7, Norbert được Charlie Weasley đổi tên thành Norberta vì nó là rồng cái. Charlie còn lưu ý rằng những con rồng cái hoang dã và nguy hiểm hơn rồng đực.

### Chó Fang
Fang là một con chó to, nhưng nếu không kể đến kích thước khổng lồ của nó thì dường như đó chỉ là một con chó bình thường. Tuy mang một vẻ ngoài rất đáng sợ nhưng nó, theo cách diễn đạt của Hagrid, "là một con chó nhát gan". Hiếu động và yêu quý những con người nó biết, Fang dường như rất thích liếm mặt và tai của Harry, Ron và Hermione.
Trong phần một, Fang đi theo Harry, Hagrid, Hermione, Neville (Trong phim là Ron) và Draco Malfoy vào Rừng Cấm để đi tìm một con Bạch kì mã bị thương. Trong phần tiếp theo, Harry và Ron mang Fang đi theo vào Rừng Cấm, ở đó, con Fang đã rất hoảng sợ khi gặp những con nhện khổng lồ và chiếc xe của ông Arthur Weasley. Trong phần sáu, một Tử Thần Thực Tử phóng hoả căn chòi của Hagrid khi Fang đang ở trong đó; Hagrid đã xông vào căn chòi đang cháy, đưa Fang đến nơi an toàn. Trong phần bảy, Fang và Hagrid đã tham gia vào trận chiến ở Hogwarts, mặc dù sự tham gia đó không rõ ràng lắm. Lần cuối cùng người ta nhìn thấy nó là khi nó đang chạy để tránh một cái bình vỡ.